# Oberkrumbach
Oberkrumbach ist ein Gemeindeteil der Gemeinde Kirchensittenbach im Landkreis Nürnberger Land (Mittelfranken, Bayern). Die Gemarkung Oberkrumbach hat eine Fläche von 4,607 km². Sie ist in 1115 Flurstücke aufgeteilt, die eine durchschnittliche Flurstücksfläche von 4131,87 m² haben.

## Lage
Das Kirchdorf liegt auf der Hersbrucker Alb. Oberkrumbach liegt eingebettet in einem Talkessel des Sittenbachtals. Es gehört geographisch zur „Nördlichen Frankenalb“ und liegt im Naturpark Fränkische Schweiz – Veldensteiner Forst.

## Geschichte
Archäologische Funde (z. B. Schalen- oder Sonnenpferdchen von der Beckersloh) deuten auf eine vorgeschichtliche Besiedlung hin. Die erste urkundliche Erwähnung von „Chrumbunbach“ stammt aus dem Jahr 1011. In der Urkunde vom 2. Juli 1011 überließ König Heinrich II eine Vielzahl von fränkischen Besitztümern, darunter Oberkrumbach, dem drei Jahre zuvor gegründeten Bistum Bamberg. Da der Bischof als geistlicher Herr die Hochgerichtsbarkeit nicht unmittelbar ausüben durfte, fiel Oberkrumbach an die Vogtei der Grafen von Sulzbach. Nach deren Aussterben 1188 fungierten die Staufer als Vögte in Hersbruck, ab 1269 dann die Wittelsbacher.
Im Landshuter Erbfolgekrieg (1504/05) sicherte sich die Reichsstadt Nürnberg die Herrschaft im Pegnitzraum und eroberte mit dem Amt Hersbruck somit auch Oberkrumbach. Ab diesem Zeitpunkt teilte Oberkrumbach das Schicksal des Landesgebiets der Reichsstadt und wurde im Zuge der Einführung der Reformation evangelisch.
Mit dem Gemeindeedikt (frühes 19. Jahrhundert) entstand die Ruralgemeinde Oberkrumbach. Im Rahmen der Gebietsreform des Freistaats Bayern in den 1970ern erfolgte am 1. Januar 1977 die Eingemeindung der Gemeinde Oberkrumbach in die Gemeinde Kirchensittenbach. Oberkrumbach zählt heute etwas mehr als 200 Einwohner.

## Kirchengeschichte

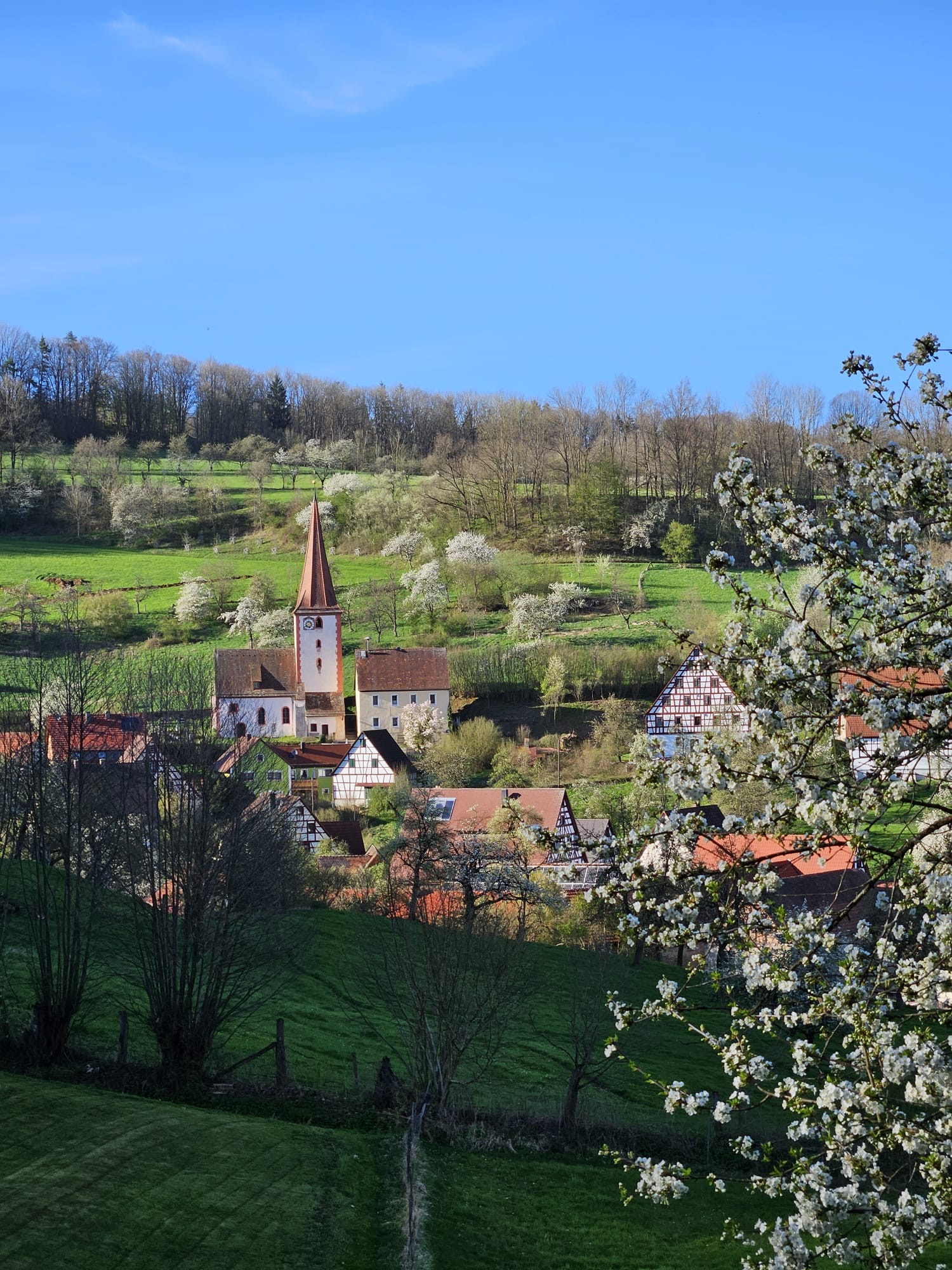
St. Margareten Kirche Oberkrumbach zur Kirschblüte

Die St. Margareten Kirche prägt das Ortsbild von Oberkrumbach. Wann sie genau entstand, kann aus schriftlichen Quellen nicht erschlossen werden. Bau- und kunsthistorische Befunde deuten, dass die Mauern des Langhauses un des Turms wohl noch aus dem 14. oder dem Beginn des 15. Jahrhunderts stammen. Die älteste erhaltene Glocke kann nach ihrer Inschrift auf das Jahr 1437 datiert werden. Daher wird davon ausgegangen, dass die Kirche spätestens zu diesem Zeitpunkt bestand.

## Vereinsleben
Seit dem Ende des 19. Jahrhunderts zeichnet den Ort ein reges und vielfältiges Vereinsleben aus.
Am 18. Mai 1878 wurde die Freiwillige Feuerwehr Oberkrumbach gegründet und ist damit der älteste ansässige Verein. Ursprünglich gegründet zur Brandbekämpfung, sind die Einsätze der Feuerwehr heute jedoch hauptsächlich technische Hilfeleistungen. Zunehmend in den Fokus rückt außerdem die Vegetationsbrandbekämpfung.
Zur Unterstützung wurde 2003 zum 125-jährigen Bestehen der Freiwilligen Feuerwehr der Feuerwehrverein Oberkrumbach e.V. gegründet. Erlöse dieses gemeinnützigen Vereins aus diversen jährlich stattfindenden Veranstaltungen (z. B. Fischessen, Kartelturnier) kommen der aktiven Wehr zugute. Aufgrund des generationsübergreifenden Engagements des Feuerwehrvereins konnte 2025 das erste eigene Tragkraftspritzenfahrzeug in Eigenleistung erworben werden.
Am 30. November 1903 wurde der Obst- und Gartenbauverein Oberkrumbach gegründet. Neben der Pflege des Dorfplatzes, organisiert der Verein Vorträge, Ausflüge und Mitmachaktionen rund um die Themen Garten, Natur, Umwelt- und Naturschutz.
Der Schützenverein Oberkrumbach wurde 1962 gegründet und betreibt seit 1995 den Schießbetrieb im eigenen Schützenhaus am Rande von Oberkrumbach, dem sogenannten „Haselanger“. Mit derzeit knapp 200 Mitgliedern ist er der drittgrößte Verein in der Gemeinde Kirchensittenbach. Das sportliche Angebot des Vereins reicht vom Luftgewehrschießen auf 15 modernen, elektronischen Schießbahnen und Lichtgewehrschießen für Kinder und Jugendliche, über eine eigene Bogenabteilung und eine aktive Böllergruppe. Einmal im Jahr finden Theateraufführungen der vereinsinternen Laientheatergruppe statt.
Der Posaunenchor Oberkrumbach wurde 1977 auf Initiative des damaligen Pfarrers Herrn Theodor Knodt gegründet. Seither sorgt der Chor mit rund 60 Auftritten im Jahr für die musikalische Untermalung bei den verschiedensten Feierlichkeiten, wie Festtage im Gottesdienst, runden Geburtstagen, Hochzeiten und Beerdigungen.